# Greg Proops
Greg Proops, nome vero di Gregory Everett Proops (Phoenix, 3 ottobre 1959), è un attore e doppiatore statunitense.
Vive a Los Angeles con la moglie, l'artista Jennifer Canaga, sposata nel 1990.

## Filmografia parziale

### Doppiatore
- Nightmare Before Christmas (1993)
- Star Wars: Episodio I - La minaccia fantasma (1999)
- Koda, fratello orso (2003)